# حمض الميزوكساليك
حمض الميزوكساليك (أو حمض كيتو المالونيك) هو مركب كيميائي صيغته C3H2O5، ويحوي المركب بالإضافة إلى مجموعتي الكربوكسيل على مجموعة كربونيل، ولذلك فهو يصنف ضمن الأحماض ثنائية الكربوكسيل المشتقة وكذلك من الأحماض الكيتونية.

## التحضير
يمكن تحضير حمض الميزوكساليك من الأكسدة الهوائية لحمض الطرطونيك على حفاز من البلاتين والإثمد. أو الغليسيرين. كما يمكن أن يحضر المركب من حلمهة (التحلل المائي) لمركب ألوكسان.

## الخواص
يوجد المركب في الشروط القياسية على شكل صلب، ذي انحلالية جيدة جداً في الماء، كما ينحل بشكل جيد أيضاً في الإيثانول والإيثر الإيثيلي. يشكل حمض الميزوكساليك في الأوساط المائية أحادي الهيدرات، وهو شكل ثابت يطلق عليه أيضاً (ثنائي هيدروكسي حمض المالونيك)، ويوجد المركبت في حالة توازن:
يؤدي تسخين المركب إلى حدوث تفاعل نزع كربوكسيل ليعطي حمض الغليوكسيليك؛ أو تفاعل نزع كربونيل ليعطي حمض الأكساليك.

## اقرأ أيضاً
- حمض المالونيك